# ویرودهامین
ویرودهامین (به انگلیسی: Virodhamine) با فرمول شیمیایی C22H37NO2 یک ترکیب شیمیایی با شناسه پاب‌کم 5712057 است.
این ترکیب در واقع یک کانابیوئید درونزاد ( endocannabinoid) ویک ایکوزانوئید غیرکلاسیک است و برگیرنده CB2 مؤثر است.